# Nymphargus truebae
Nymphargus truebae är en groddjursart som först beskrevs av William Edward Duellman 1976.  Nymphargus truebae ingår i släktet Nymphargus och familjen glasgrodor. IUCN kategoriserar arten globalt som otillräckligt studerad. Inga underarter finns listade i Catalogue of Life.